# Under Attack (álbum)
Under Attack es el séptimo álbum de estudio del grupo punk estadounidense The Casualties, lanzado el 22 de agosto de 2006 bajo el sello discográfico SideOneDummy Records.

## Lista de canciones
1. "Under Attack" – 2:06
2. "Without Warning" – 2:20
3. "System Failed Us... Again" – 2:43
4. "Social Outcast" – 2:14
5. "V.I.P." – 3:10
6. "No Solution - No Control" – 1:41
7. "Down & Out" – 3:43
8. "In It for Life" – 2:01
9. "On City Streets" – 4:21
10. "Fallen Heroes" – 1:59
11. "The Great American Progress" – 1:59
12. "Stand and Fight" – 1:42

## Posicionamiento en listas
| Lista              | Posición |
| ------------------ | -------- |
| Billboard 200      | 200      |
| Heatseekers Albums | 9        |
| Independent Albums | 20       |